# Alligator Rivers

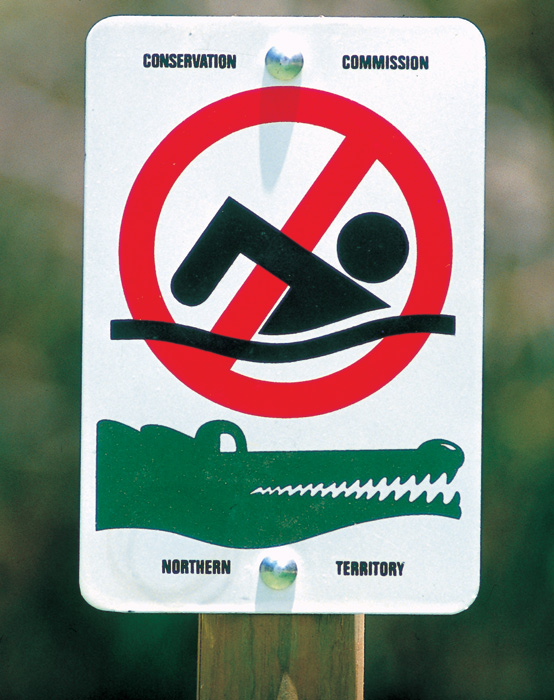
Waarschuwingsbord (Foto:Tourism NT)

De Alligator Rivers zijn rivieren in het noorden van het Noordelijk Territorium (Australië). Het betreft drie rivieren: de East Alligator River (227 km lang), de South Alligator River (269 km) en de West Alligator River (115 km). In tegenstelling tot wat de naam doet vermoeden, leven er geen alligators maar echte zeekrokodillen (Crocodylus porosus). De naam alligator werd gegeven door Engelse kolonisten die eerder in de Verenigde Staten met echte alligators in contact waren gekomen.
De West Alligator River is de kortste van de drie rivieren. De East Alligator River vormt de grens tussen het Nationaal park Kakadu en Arnhemland. De South Alligator River ligt midden in Kakadu en het is de langste rivier ter wereld die geheel in één nationaal park ligt. In het regenseizoen nemen de rivieren sterk in omvang toe, waardoor omliggende gebieden overstromen.
- Gemeinsame Normdatei: 4310446-0